# Gare d'Orsay-Ville
Ne doit pas être confondu avec Gare du Musée d'Orsay.
La gare d'Orsay-Ville est à l'origine une gare ferroviaire française de la ligne de Sceaux, située dans la commune d'Orsay (département de l'Essonne). Elle dessert le centre-ville d'Orsay et le campus d'Orsay de l'université de Paris XI.
C'est une gare de la Régie autonome des transports parisiens (RATP) située sur la ligne B du RER. Elle est, avec la gare du Guichet, l'une des deux gares de la commune.

## Histoire
Le bâtiment, construit en pierre meulière, date du prolongement de la ligne de Sceaux jusqu'à Limours alors que la gare terminus primitive était située bien plus loin du village, presque à la gare actuelle du Guichet, de 1854 à 1867.
La traversée des voies s'effectue par un passage souterrain mis en service en 1967. Il remplace une ancienne traversée en planches.
En 2019, ce sont 2 434 752 voyageurs sont entrés à cette gare, ce qui la place en 42e position des gares de RER exploitées par la RATP pour sa fréquentation. Elle fait l'objet de travaux d'amélioration avec l'installation de deux ascenseurs et la rénovation des façades de la gare de 2013 à 2014.

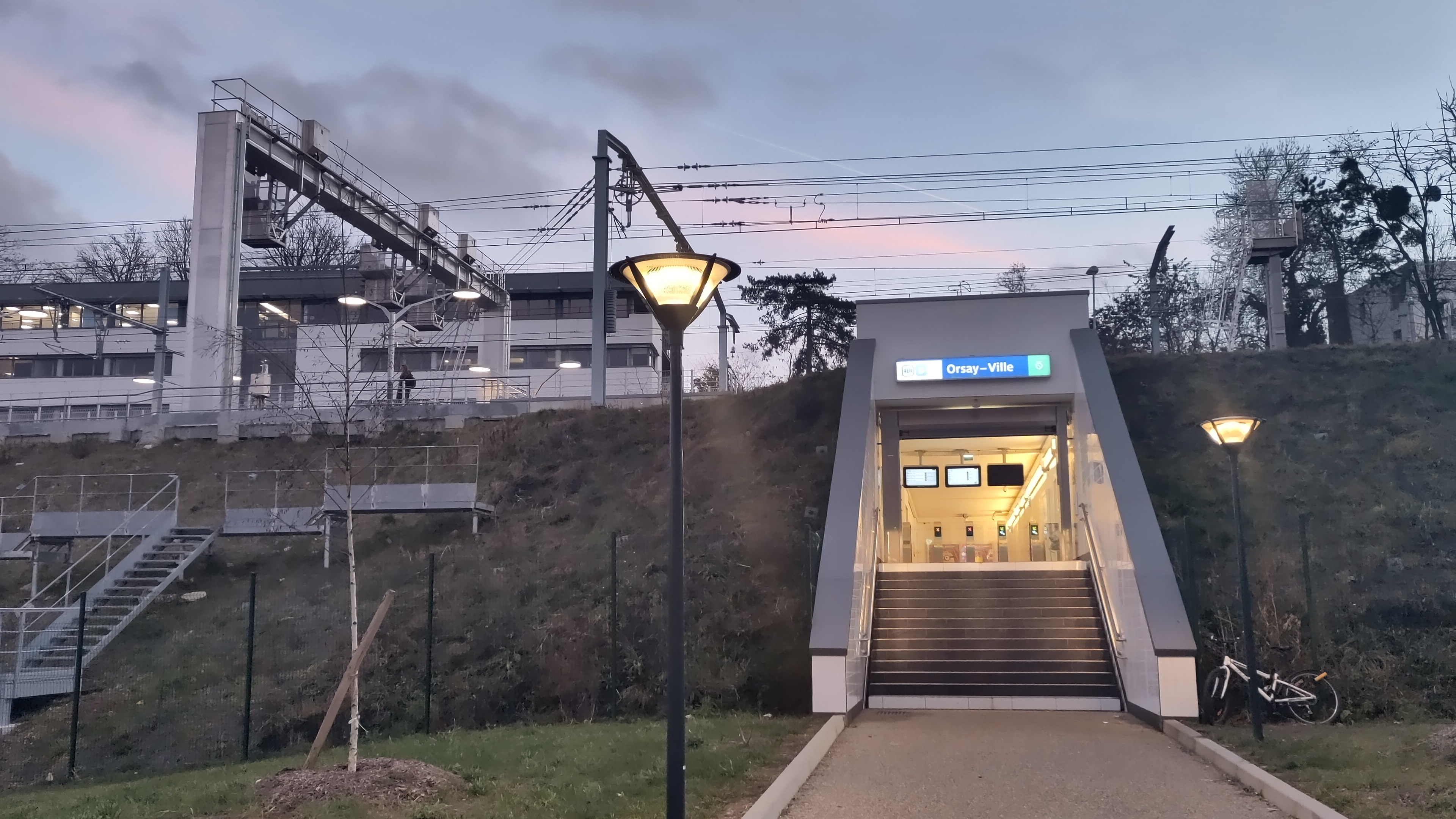
Nouvelle entrée ouest de la gare.

De 2017 à 2021, un chantier est mené au début de la section menant à la gare de Bures-sur-Yvette, avec l'ajout d'une voie supplémentaire permettant aux rames de se retourner à Orsay. Le but est de faciliter la résorption des retards et une desserte renforcée des gares du sud de la ligne. Par ailleurs les quais de la gare d'Orsay-Ville sont rallongés pour déboucher sur un nouveau passage piéton souterrain débouchant sur le campus orcéen de l'université Paris-Saclay,.

## Service des voyageurs

### Desserte
Elle est desservie par les trains de la ligne B du RER parcourant la branche Saint-Rémy-lès-Chevreuse ; certains y ont leur terminus aux heures de pointe. Ce terminus a été réalisé en 1965-1966 afin de faire passer l'intervalle des dessertes de 20 à 40 minutes. Une voie de garage a été transformée en voie principale direction Paris, l'ancienne voie direction Paris, désormais située entre les deux voies principales, devenant la voie de terminus (voie Z).

Installations et desserte
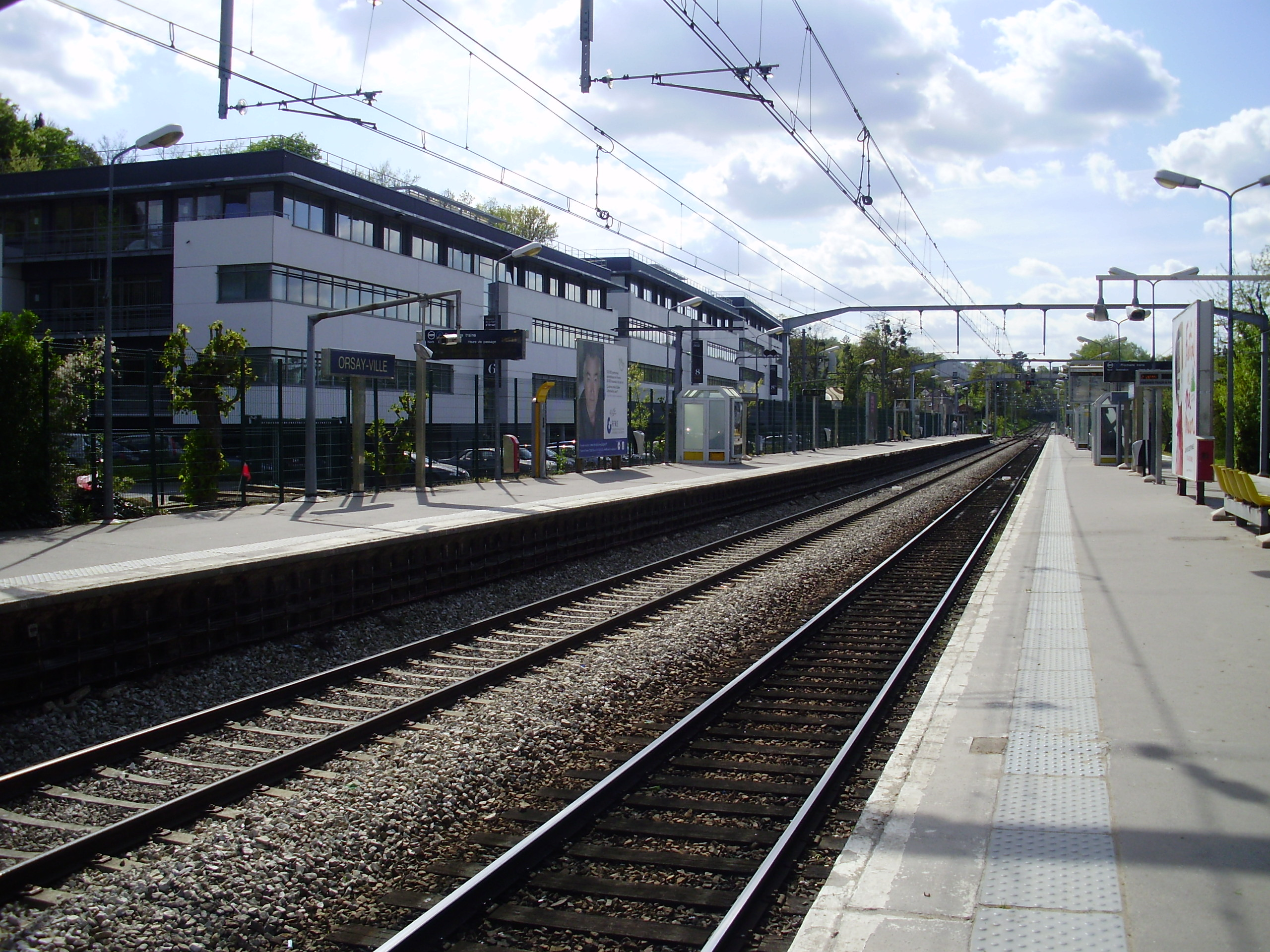
Quais et voies en regardant vers Saint-Rémy-lès-Chevreuse.
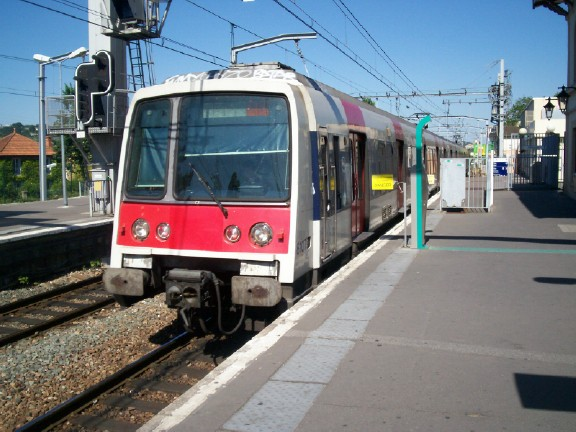
Rame MI 79 arrivant en gare depuis le nord-est de la ligne.

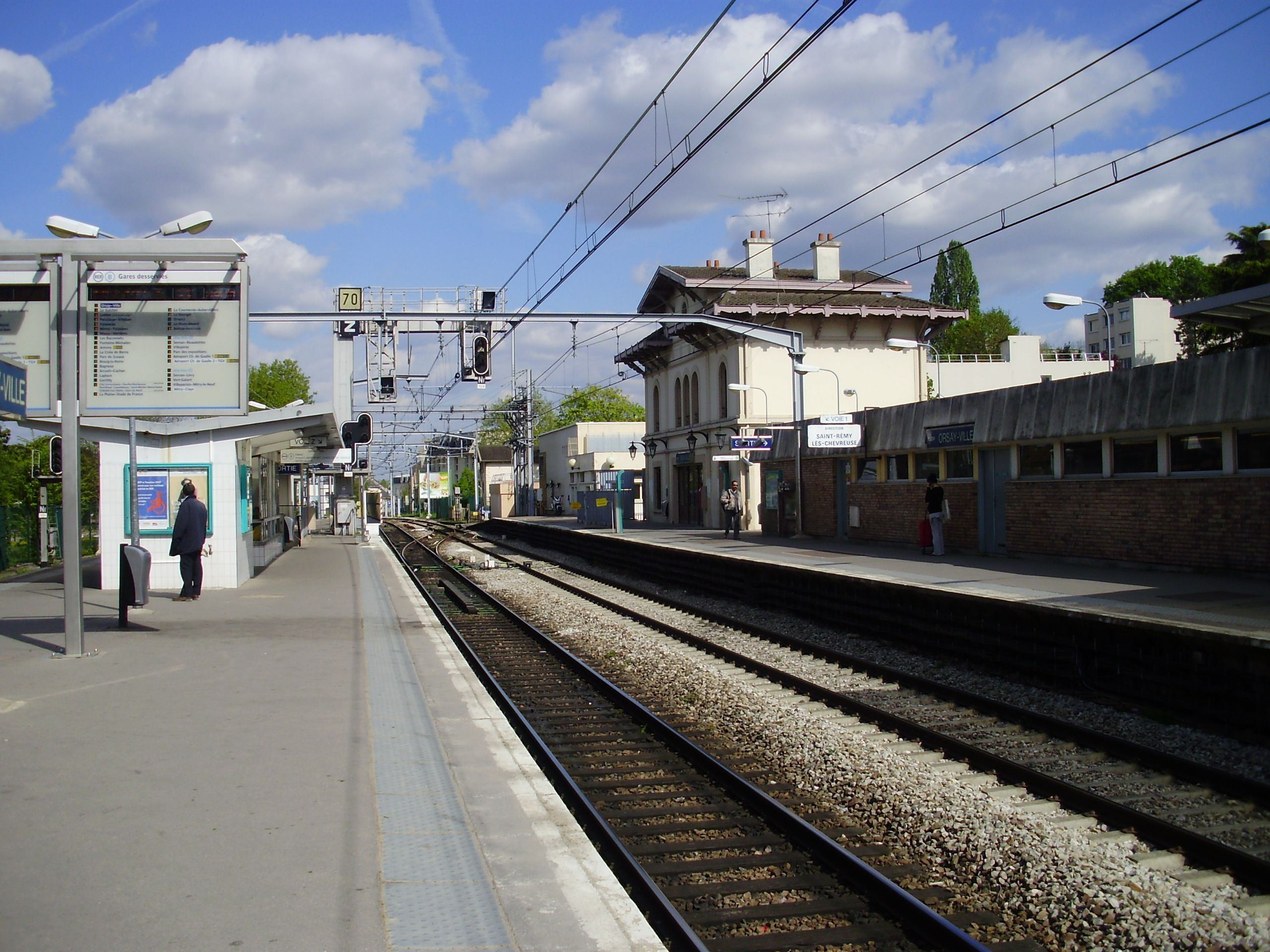
Quais et voies en regardant vers Aéroport CDG 2/Mitry - Claye.
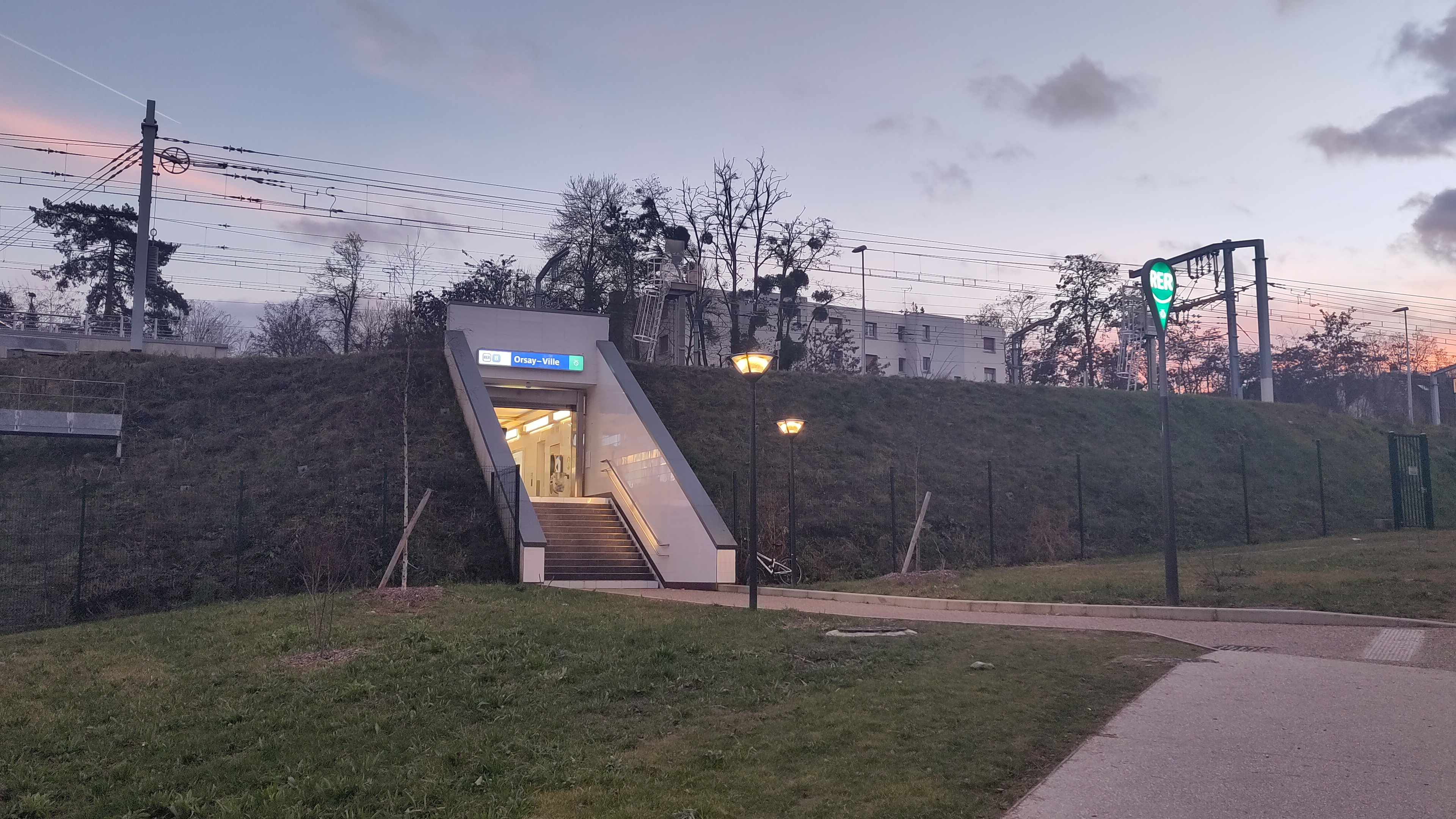
Nouvelle entrée/sortie ouest de la gare donnant accès au campus de l'université Paris-Saclay

### Fréquence de la desserte
La desserte de la gare par la ligne B du RER se compose ainsi :
- durant les heures creuses :
  - 4 trains par heure (soit 1 train toutes les 15 minutes) vers Saint-Rémy-lès-Chevreuse
  - 4 trains par heure (soit 1 train toutes les 15 minutes) vers Aéroport Charles-de-Gaulle 2 TGV

- durant les heures de pointe du Lundi au Vendredi :
  - 6 trains par heure (soit 1 trains toutes les 12 minutes) vers La Plaine Stade de France (le matin)
  - 6 trains par heure (soit 1 train toutes les 12 minutes) vers Mitry-Claye (le soir)
  - 6 trains par heure (soit 1 train toutes les 12 minutes) vers Saint-Rémy-lès-Chevreuse
  - 6 trains par heure (soit 1 train toutes les 12 minutes) vers Aéroport Charles-de-Gaulle 2 TGV

### Intermodalité
La gare est desservie par les lignes 1, 3, 5, 6, 7, 8, 9 (par l'arrêt République), DM10A et DM10S du réseau de bus Paris-Saclay, par la ligne 5307 du réseau de bus Centre et Sud Yvelines et, la nuit, par la ligne N122 du réseau Noctilien.